# André Donni
André Donni (15 augustus 1971) is een Belgisch klarinettist en tenorsaxofonist.
Donni kreeg al op jeugdige leeftijd les klassieke klarinet aan de muziekschool. Bij zijn vader de gitarist Willy Donni volgde hij jazzharmonie en improvisatie. Na zijn legerdienst in 1991 begint hij zijn beroepscarrière en speelt hij in binnen en buitenland. In België werkt hij regelmatig met de gitarist Jokke Schreurs met wie hij ook 'n c.d. opneemt. Dan begint hij een samenwerking met pianist/componist Charles Loos.

## Discografie
- A drum is a woman (met Jokke Schreurs)
- Holzbein brothers (met Jokke Schreurs)
- Christian Stefansky
- Christian Stefansky 2
- Andrelina de Almeida
- Unknown Mallow (met Charles Loos)
- Aissawas de Rabat (met Charles Loos)
- The sweet substitutes (met Paul Dubois)
- Just one of those things (met Charles Loos)
- Hondarribia (met Lollo Meier)[2]
- Intensive Act (met Felix Simtaine)
- Audubon a la carte (met Piet Van Tienen)

- International Standard Name Identifier: 0000 0001 2970 4659
- MusicBrainz: d5aeb96e-39f0-4bf3-8013-6b37992b454f
- Virtual International Authority File: 1848147605344857760000